# Robert de Boron
Robert de Boron was een Franse schrijver uit de twaalfde eeuw, auteur van verschillende romans geschreven in versvorm, over het thema van de Graal.

## Leven
Robert werd geboren in Boron (Territoire de Belfort). Wat we weten over zijn leven, komt uit korte vermeldingen uit zijn eigen werk. Hij heeft zichzelf de titel van meisters (middeleeuws Frans voor "klerk"), later gebruikt hij de titel messires (middeleeuws Frans voor "ridder"). Aan het einde van dezelfde tekst vermeldt hij dat hij in dienst was van Gautier van "Mont Belyal", die Pierre Le Gentil identificeert met ene Gautier de Montbéliard of heer van Montfaucon, die in 1202 vertrok voor de Vierde Kruistocht en stierf in het Heilige Land in 1212.

## Werk
Zijn werk is gebaseerd op het onvoltooide werk van Chrétien de Troyes, Perceval ou le Conte du Graal en Wace, Le Roman de Brut, de mythe van koning Arthur. Hij is de schrijver, die over de bestaande verhalen een christelijke dimensie aan toevoegde, de Graal wordt een christelijk relikwie, een heilige kelk. Zijn werk is enorm succesvol en invloedrijk en wordt door bijna alle latere schrijvers overgenomen.
Een prozatrilogie wordt bewaard in de Bibliothèque nationale de France in Parijs bestaande uit twee boeken, het bevat Estoire dou Graal, Merlin en  Perceval gekend onder de naam het Didot-Perceval boek. Een ander exemplaar bevindt zich in de bibliotheek van Modena. Van Estoire dou Graal en Merlin weet men zeker dat het van zijn hand is, aangezien men ook de teksten in versvorm heeft, van Perceval is dit niet zo.